# Ewék
Az ewe nép Nyugat-Afrikában az Atlanti-óceán partján él, nyugatról a Volta, keletről a Mono folyó által határolt területen. Ma ez a terület Ghána, Togo és Benin között oszlik meg. Becslések szerint 1-5 millió ewe nyelvet beszélő ember él a három országban. Ghánában a Volta régióban élnek (ezt a részt Nyugat-Togónak is hívják).

## Ewe nyelv

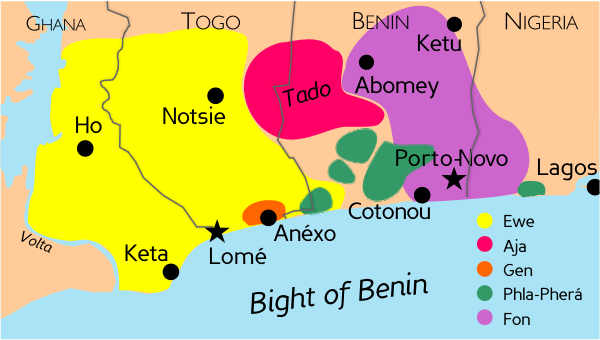
Térkép az ewék, és más gbe nyelvet beszélő népek eloszlásáról Ghánában, Togóban, Beninben és Nigériában

Az ewe a legtöbb ember által beszélt nyelv a gbe nyelvek közül, amelyek mintegy 20 rokon nyelvet foglalnak magukba Kelet-Ghána és Nyugat-Nigéria között. Szoros rokonságban áll a gbe nyelvcsoportba tartozó fon és aja nyelvekkel, melyeket Togóban és Beninben beszélnek. Bár az ewét egyetlen nyelvcsoportként írják le, lényeges kiejtési különbségek léteznek az egyes nyelvjárások közt, mint például az anlo, a kpando, a ho vagy a fodome. Ennek ellenére minden ewe megérti egymást, de némely nyelvjárás esetén kisebb nehézségek árán.
Az 1800-as években német misszionáriusok megalkották az írott ewe nyelvet számos dialektus kombinációjával. A nyelvet mind az általános, mind a középiskolákban tanítják. Van újság, rádió és TV műsor, és szótár is ewe nyelven.

## Történelem
Az ewék vándorlását csak szájhagyomány alapján ismerjük. Számos elbeszélés szól a vándorlásukról a jelenlegi lakóhelyükre különböző helyekről, Szudánból, Nigériából, Dahomeyból (ma Benin) és Togóból. Az elbeszélések különböző változataiban három hely mindig közös: Oyo (a mai Nyugat-Nigériában), Ketu (Észak-Beninben) és Notsie (Togóban).
A szájhagyomány szerint az ewék az ibókkal, gákkal, adangbékkel, akanokkal és több más nyugat-afrikai néppel együtt keltek át a Szaharán és megalapították az ősi erős Szudáni Birodalmat. Később a jorubákkal együtt vándoroltak Oyóba. 1500 körül érkeztek Notsieba. Valószínűleg a 17. században menekültek el Notsie-ból egy új, kegyetlen törzsfőnök elől. Notsie azt jelenti az ewéknek, mint Egyiptom a zsidóknak.
Notsie-ból az ewék együtt vándoroltak Tsevibe a mai Togo területén, ahol csoportokra szakadtak: az anlók délre, az óceán partjára érkeztek és Ketában telepedtek meg a 18. század elején, az északi ewék pedig Ghánában, Ho, Kpando és Hohoe területén élnek, a Volta régió északi részén.

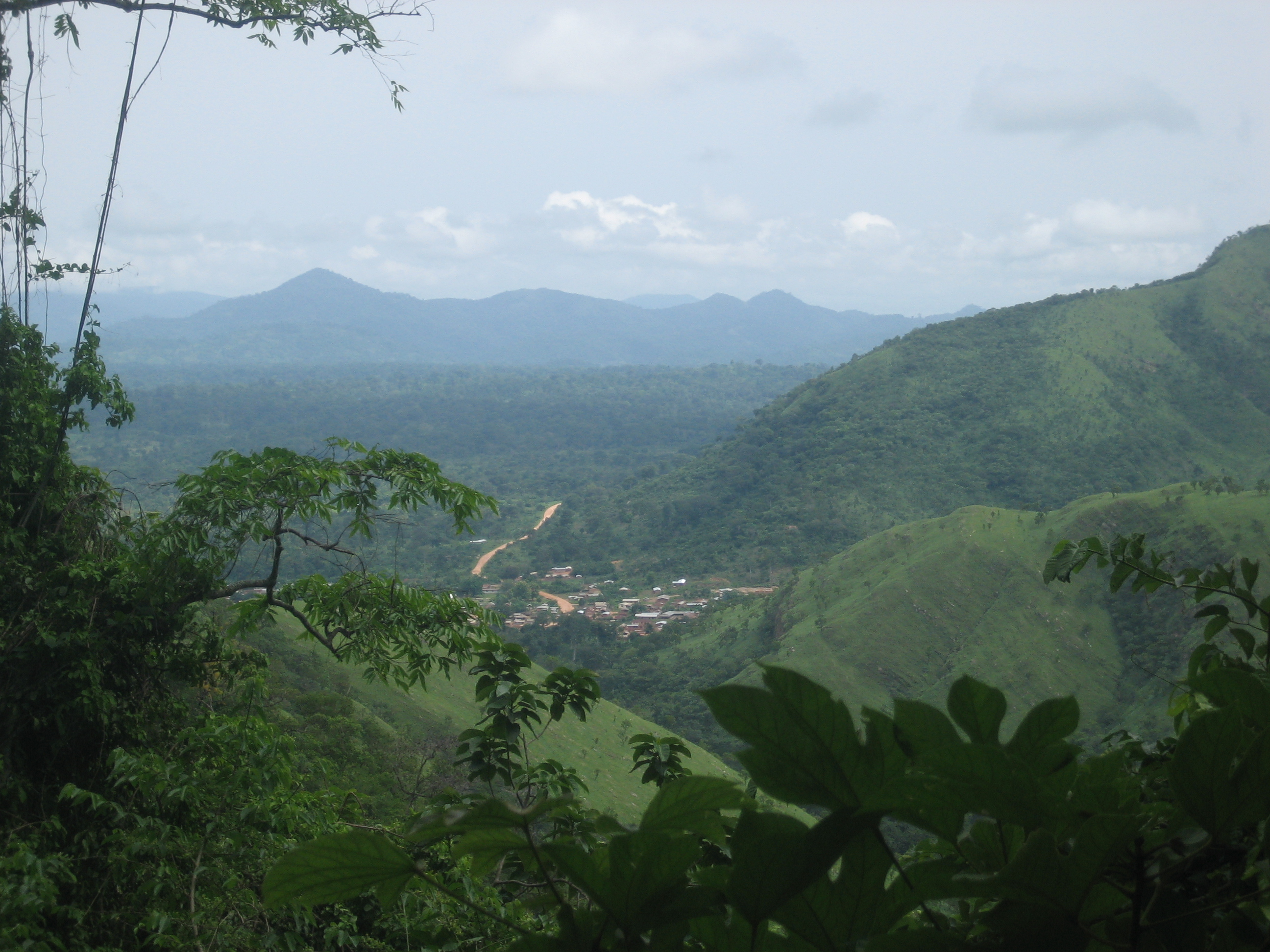
A Volta régió látképe (Wli, egy kis falu a völgyben)

Az új afrikai országok határai megegyeznek az egykori brit, belga, francia, német és portugál gyarmatok határaival. Ezek mesterségesek, mivel nem követik sem a természeti sem az etnikai határokat. Emiatt az ewék, más népekhez hasonlóan, különböző országok fennhatósága alatt élnek. Három gyarmatosító hatalom között osztották szét a területet az 1844-es Berlini Konferencián, amikor felosztották Afrikát: egy rész Nagy Britanniához, egy rész Németországhoz, és egy kis rész Beninben (Dahomey) Franciaországhoz került.
Az első világháború előtt Togoföld keleten Lométól Benin mai nyugati határáig, északon az anlo-ewék területéig terjedt. Az első világháború után a ENSZ Biztonsági Tanács a Togóföldet kettéosztotta: a nyugati részt az angoloknak adták, hogy Aranyparttal együtt irányítsák, a keleti részt pedig a franciák kapták. Ghána függetlenné válása előtt népszavazást tartottak arról, hogy a nyugati Togoföld vissza akar-e csatlakozni a keletihez, avagy az Aranypart része kíván maradni. A maradás mellett döntöttek. Ghána 1957-beni függetlenné válása után Aranypart északkeleti csücske, ami lényegében Eweföld volt, Togoföldhöz került, ami a Biztonsági Tanács mandátum területe volt. Ebből jött létre a mai Volta régió Ghánában.

## Terület és gazdasági élet
A mai ewe lakta terület három fő földrajzi részre tagolódik: a tengerparti, a középső alföldi és az északi magasföldi területekre. Az ewe közösségek mindig jelentősen eltérő gazdasági tevékenységet folytattak. A legtöbb ewe földművelést folytat valamelyes állattartással, valamint kézművességgel is foglalkoznak. A tengerpart és a Volta folyó mentén a lakosság kiváló halász. A helyi eltérések miatt mind a kiskereskedelem mind a nagybani kereskedés mindig fontos volt. A talajerózió miatt a tengerparti termékeny területek eltűnőben vannak. A falusi lakosság kénytelen északabbra költözni.
A fő élelmiszernövényeik a jamszgyökér vagy kenyérgyökér, a kukorica és a manióka. További termékeik a bab, földimogyoró, cirok, édes krumpli, hagyma, okra, chilli paprika, a lopótök, papaja, mangó, ananász, főzőbanán és olajpálma. Piacra szánt termékek a kopra (a kókuszdió szárított húsa), a pálmadióbél, a cirok, a kávé és a legfontosabb, a kakaó. Munkájuk által vált Ghána a világ második legnagyobb kakaótermelőjévé. Kecskét, juhot, csirkét, gyöngytyúkot és kacsát tartanak. A földművelés a nők feladata, bár a legnehezebb munkákba a férfiak is besegítenek.
Az ewe és fon emberek hagyományosan fazekasedényeket készítésével, fafaragással (főleg vallási célokra), kente szövéssel és kosárfonással is foglalkoznak. Manapság sokan a közigazgatásban, kormányban, üzleti életben, kereskedelemben és árutermelésben dolgoznak.

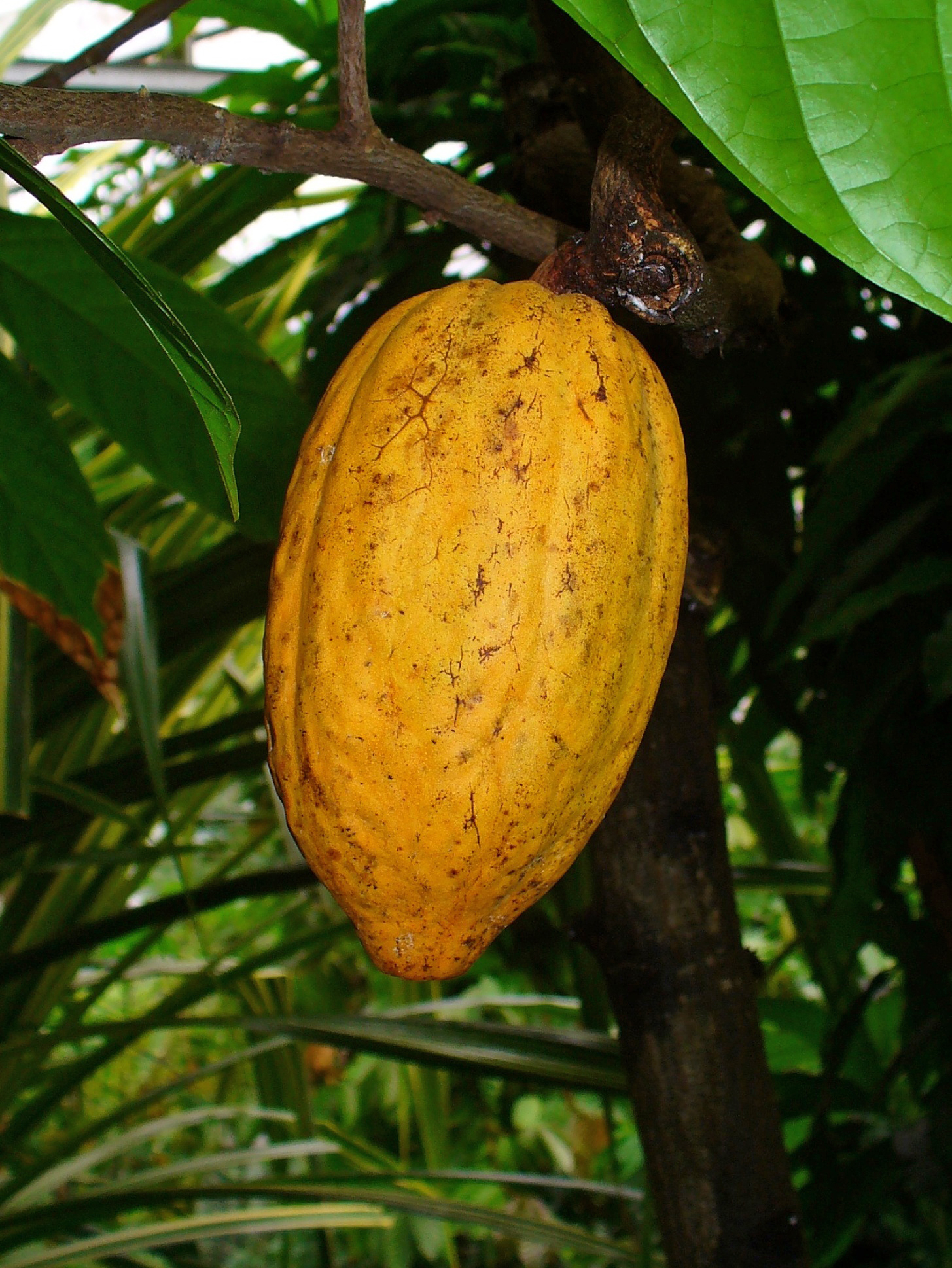
Érett kakaótermés
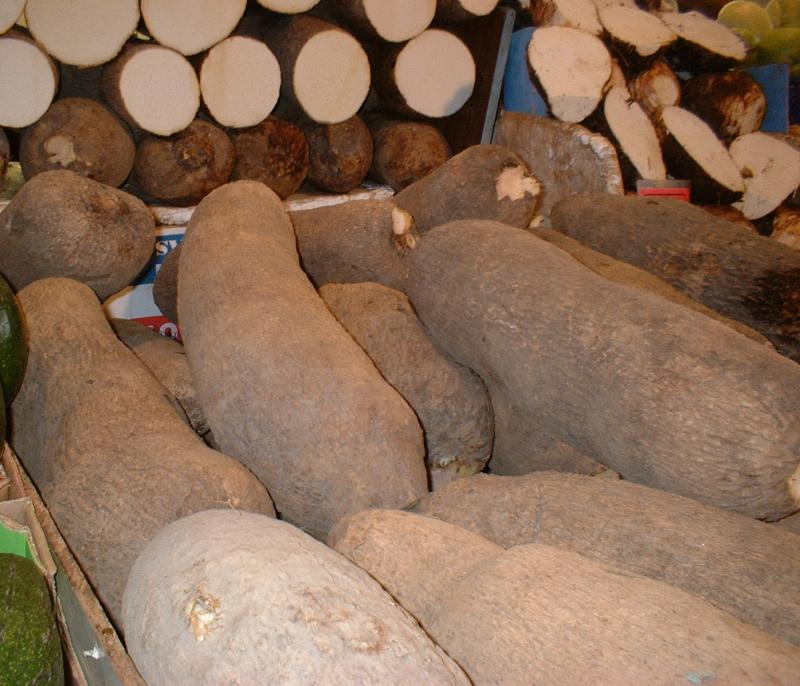
Jamszgyökér (Dioscorea)
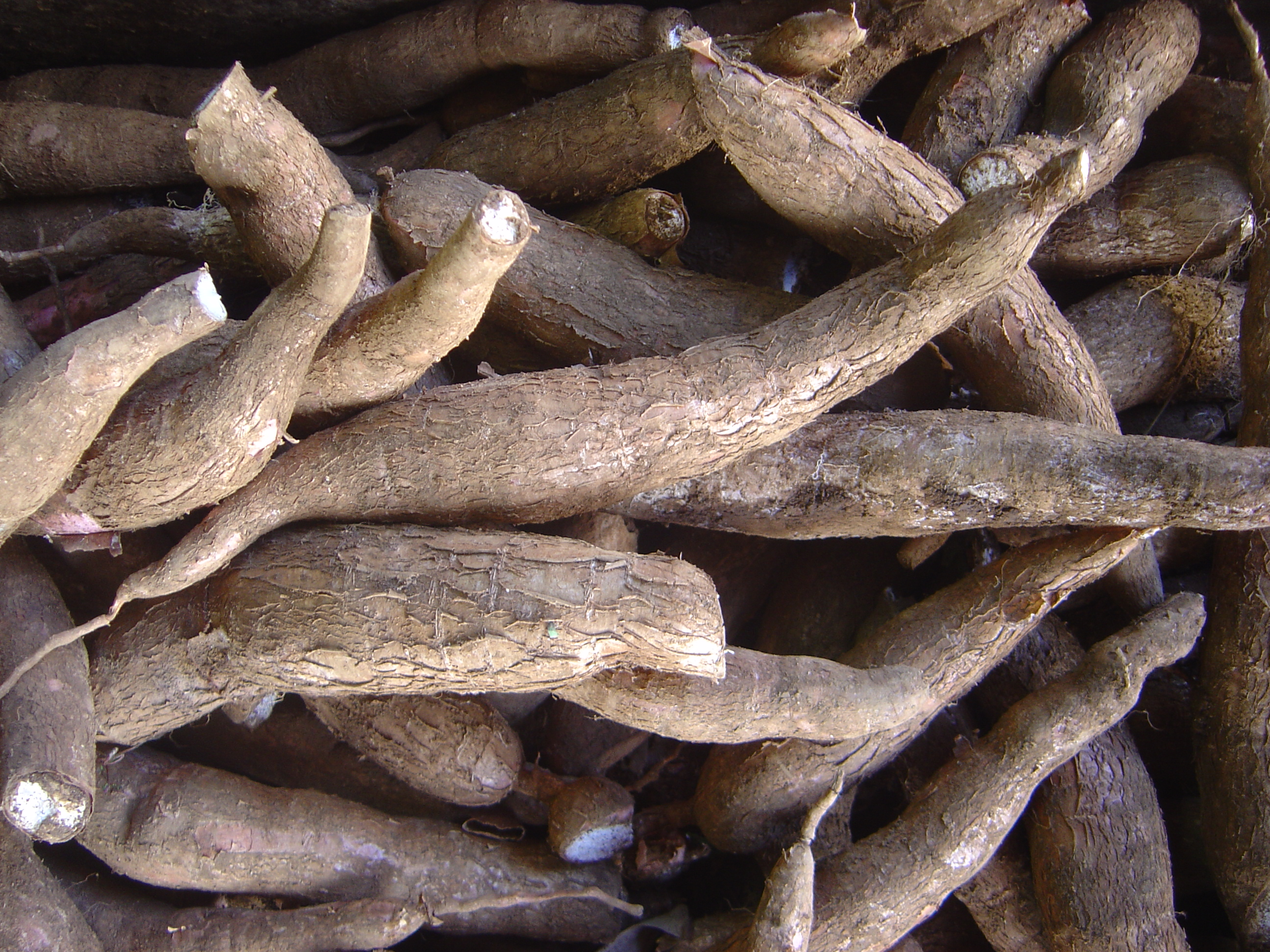
Manióka
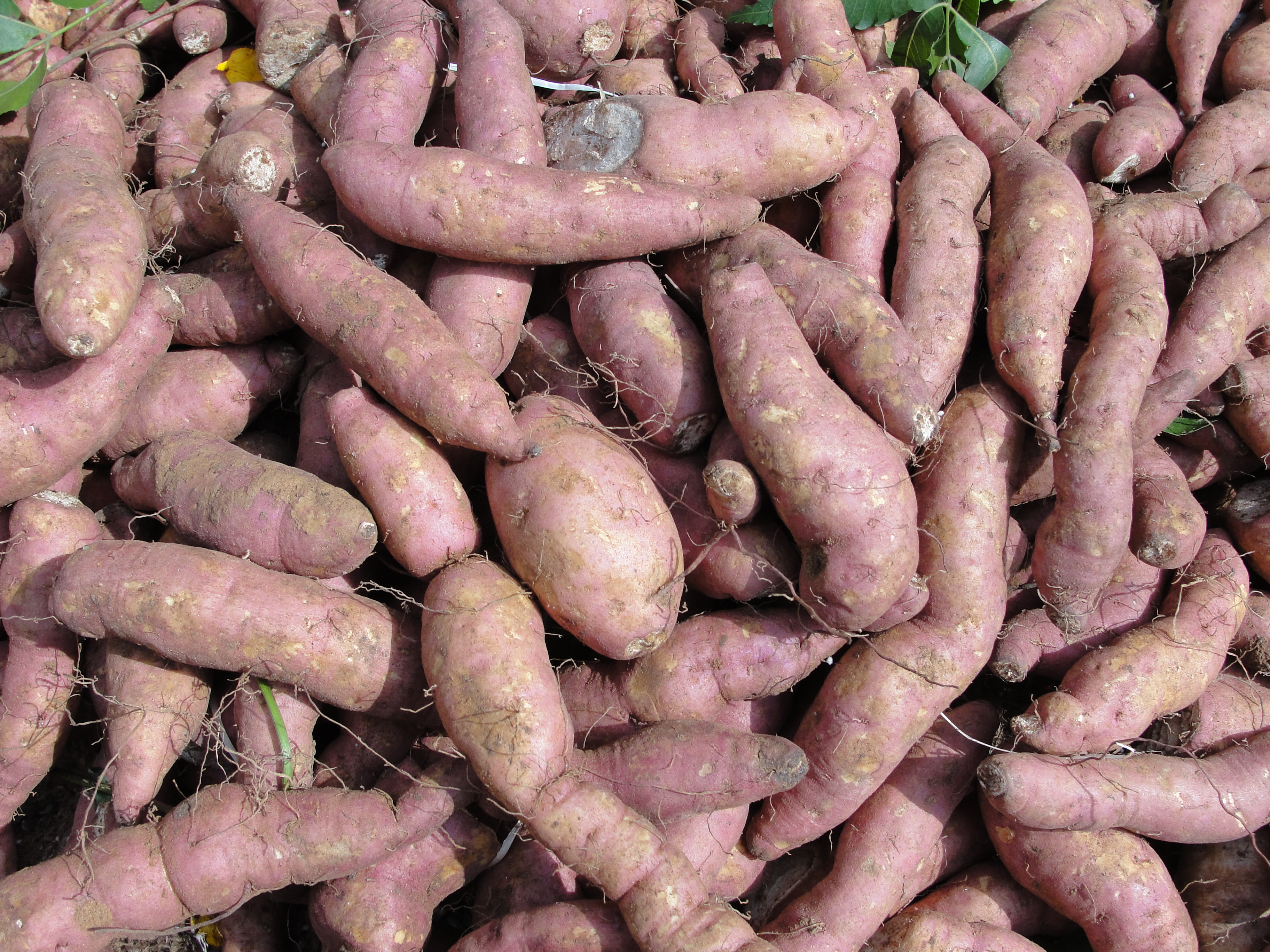
Édes krumpli
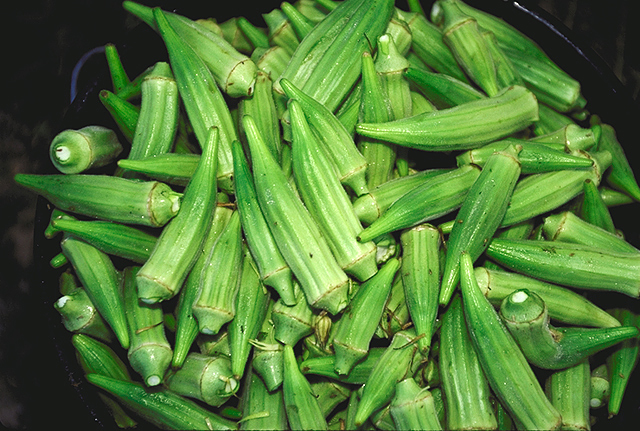
Okra
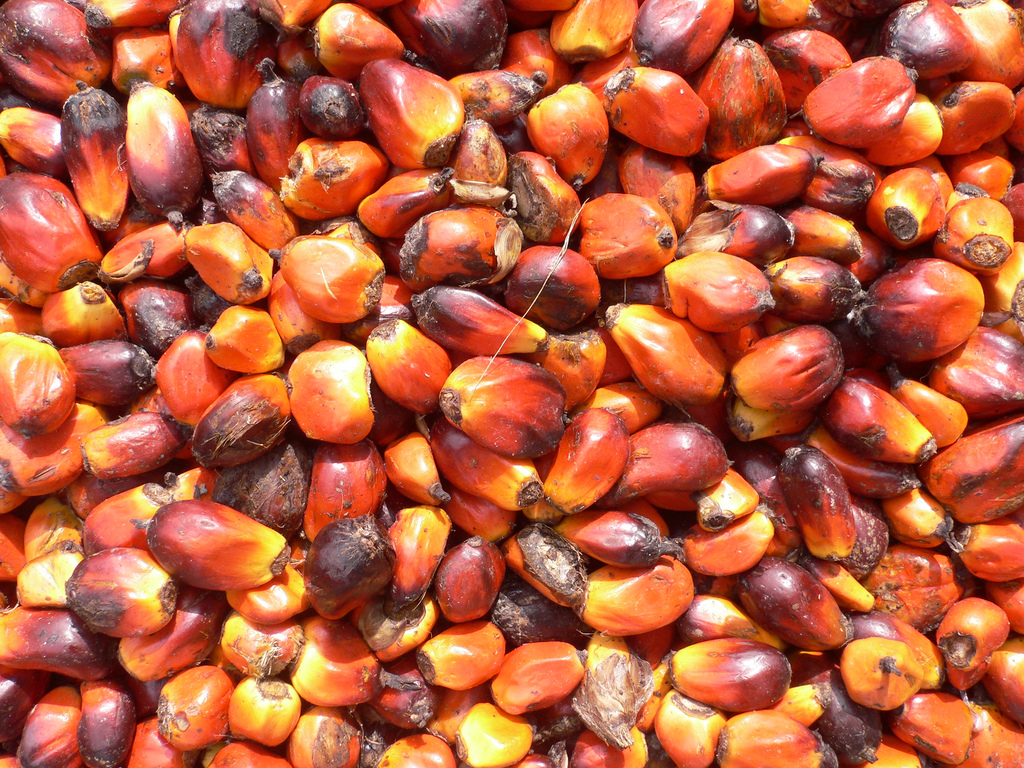
Pálmadió

## Kultúra
A hasonló szokások, kulturális gyakorlat, társadalmi tevékenység és értékrend, a vallás, valamint a zenei hagyományok azok a tényezők, amik összekötik a különböző területeken, országokban élő ewe embereket.

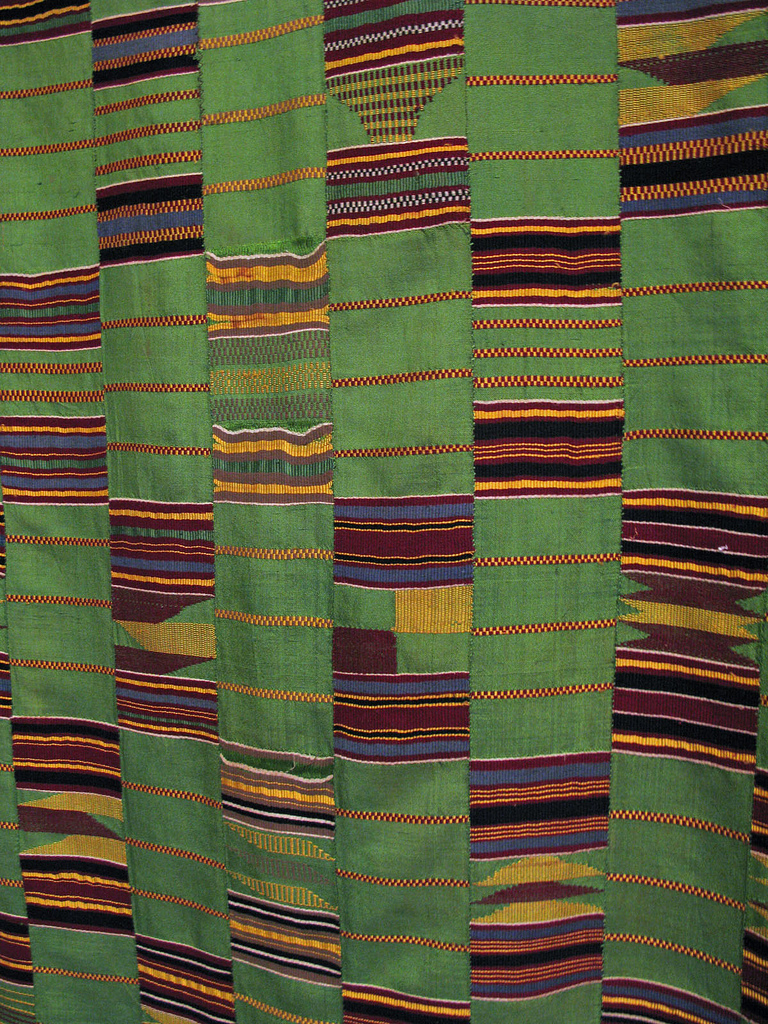
Ewe kente

Az ewék patrilineáris családi rendszerben élnek. A közösség megalapítója lett a vezető és általában az apai ági rokonai követték. A legnagyobb, politikailag független egység a főnökség, amelynek a vezetője egy ceremoniális figura, akit az öregek tanácsa segít. A főnökség 1-2 falu néhány száz lakosától kezdve több ezer embert magába foglaló sok falura kiterjedő intézmény is lehet. Az asantiktól eltérően soha egyetlen ewe törzsfőnök sem igázta le a szomszédait. Az ewék sosem alkottak központosított államot, mindig önálló közösségek csoportja voltak, amelyek ideiglenes szövetségeket kötöttek egymással háborúk idejére.
Egy-egy faluban számos nagycsalád (klán) él. A nagycsalád feje általában a klán legöregebb tagja, aki a nagycsalád vagyonát kezeli, megoldja a vitás eseteket, képviseli a nagycsaládot a falu ügyeiben, és egyben összekapcsolja a nagycsalád élő tagjait az ősökkel. A legtöbb ewe ember az eredeti falujáig vissza tudja követni férfi felmenőit. A törzsfőnököket a klánok vezetői választják. Rengeteg előírás szabályozza a törzsfőnökök helyes viselkedését. Elvárás, hogy nyilvánosság előtt fejfedőt viseljenek, valamint hogy ne igyanak. A hagyományok szerint a törzsfőnök nem láthatja egy holttest arcát sem. Részt vehetnek a temetési ceremónián, ám a holttestet nem nézhetik meg. Semmilyen kapcsolatuk nem lehet holttesttel.

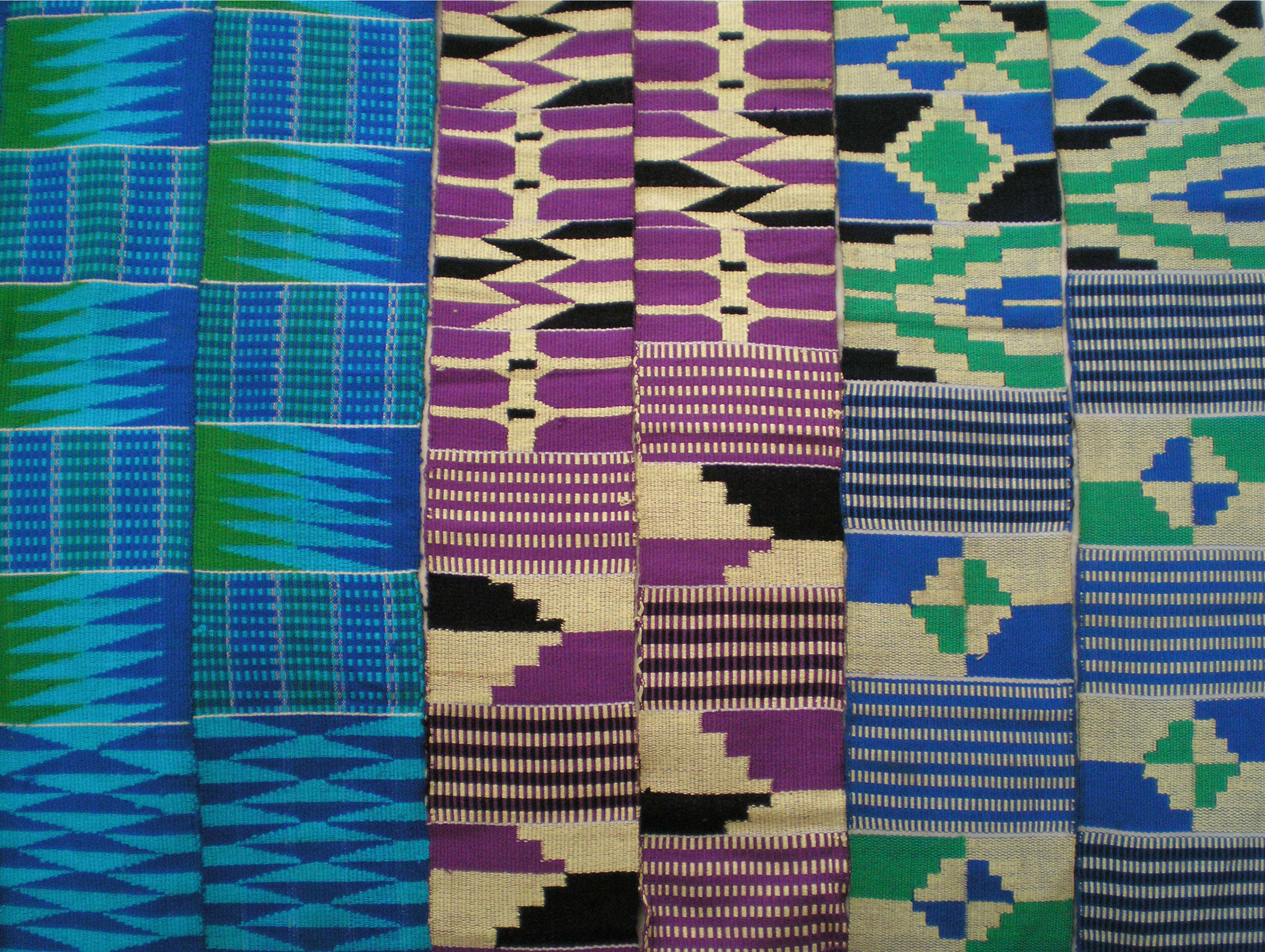
Ewe kente csíkok

A pénz, az iskolai oktatás, a kereszténység és az állami bíróságok bevezetése nagyban gyengítette a nagycsalád közösségi szerkezetét.
A nők az ewe társadalom biztosítékai. A család feje a férfi, a nő vezeti az otthon ügyeit. A legtöbb ewe nő anyagilag nem függ a férjétől. Kora gyerekkoruk óta az anyák bevezetik lányaikat a piaci kereskedés és kereskedelem fortélyaiba. Amikor a lányok férjhez mennek, a férj biztosítja a kezdőtőkét, hogy a feleség a saját lábára álljon. Attól kezdve a fiatal ewe nők saját maguk fenn tudják tartani a családot. Még a legkisebb faluban is kereskednek a nők, számos terméket árulnak a házi készítésű ételektől kezdve a gyümölcsökön és zöldségeken valamint füstölt halon át iparcikkekig. Gyakran egyfajta árura specializálódnak.
A munkamegosztás nemi alapon történik. A férfiak végzik a nehéz munkát a földeken, mint például a terület megtisztítása, ők halásznak, vadásznak és építik fel a házat. A nők is részt vesznek ezekben a munkákban, például feldolgozzák a leölt állatot, megfüstölik a halat, és a legnehezebb munkáktól eltekintve ők művelik a földet. A nők a kereskedők, bár felbérelnek férfiakat, ha segítség kell. Egyedül a marhahúst árulják férfiak. Minden egyéb munkát, a háztartási munkát, főzést is beleértve, bármelyikük végezheti. Mindketten részt vesznek a gyereknevelésben is.
Az anyagi függetlenség politikai hatalmat ad az ewe nőknek a hagyományos társadalmi struktúrában. Általában minden gyűlésen részt vesznek, de ritkán beszélnek nyilvánosság előtt. Ezért a férfiak felfüggesztik a gyűléseket, hogy megtanácskozzák az ügyet a nőkkel, mielőtt döntést hoznának. Az ewe nők magas pozíciókat töltenek be a közszférában és a kormányban.
Az ewék, ugyanúgy, mint a szomszédos akan törzsek tagja, ünnepélyes alkalmakkor hagyományos kente ruházatot viselnek.

## Nevek
A gyermek elnevezése az ewe kultúrában az egyik legfontosabb társadalmi és spirituális esemény, ami a gyermek sorsát kijelöli ezen a Földön. A fogantatás pillanatától fogva, amikor az anya felfedezi, hogy várandós, minden jelentős esemény nagyobb jelentőséget kap az életében és a megszületendő gyermek életében. A napi munkától kezdve egészen addig, hogy ki és hogyan közelítette meg a piacon vagy vízhordás közben a kismamát, mindennek nagy jelentősége van, mivel ezek a látszólag ártalmatlan tevékenységek és napi kölcsönhatások (bármennyire finomak is) megmutatják a születendő gyermek lelkét és bepillantást engednek a jellemébe, sőt még az ősét is felfedheti, aki elkíséri a gyermeket születéskor.
Ezen fontos események megjelölésére születéskor nevet adnak a gyermeknek. (Sok afrikai népnél nevet csak a hetedik napon kap az újszülött.) Például az újszülött automatikusan megkapja annak a napnak a nevét, amelyen született. A gyermeket nagyon alaposan megvizsgálják az ősei lelkére utaló jelekért. Az ewe kozmológia szerint minden újszülöttet elkísér egy őse, akinek az a feladata, hogy segítse az új lelket földi sorsának beteljesítésében. Ebből a szent tudásból eredően megmondják a gyermeknek, hogy melyik ételt kell elkerülnie és amuletteket is kap, amiket a karján, nyakán és csípőjén kell viselnie, hogy a szellemek ne zavarják.
Az újszülöttet megfigyelik, hogyan jött világra. Miután megszületett, gondosan megvizsgálják, van e anyajegye, esetleg valami kéz- vagy lábdeformációja, milyen a testmérete stb., aztán hogy hogyan sír (vagy nem). Mindezek a jelek együtt tekintve meghatározzák a gyermek természetét, személyiségét és lelkét, így felfedve néhány utalást a gyermek jövőbeli sorsáról nem csak a családban, de a klánban is.
Szintén automatikusan kap a gyerek nevet attól függően, hogy hányadikként született a szűk családban. Minden gyermek megkapja annak a léleknek a nevét is, amelyik feltehetően elkísérte születésekor, vagy akinek a természetére legjobban hasonlít. Azok a gyerek, akik különleges körülmények alatt születtek, szintén kaphatnak a körülményre utaló nevet. Például ha az anya a piacra vezető úton kezd el vajúdni, a fiú neve lehet Alifoe („az út férfija”), a lányé Alipossi. Ha a fiú apja a gyermek születése előtt meghalt, hívhatják Apedónak („üres ház”), ha fiú, vagy Apedomessinek, ha lány. Ha a gyermek rendkívül szegény családba születik, hívhatják Lavagnonnak („a dolgok jobbra fognak fordulni”), Agbesinek („Isten kezében”) vagy Agbebavinak („életért sírunk”).
Az ewe kultúrában a hagyomány szerint a nagymama vagy a nagypapa adta a nevet a gyermeknek, de ma már bárki, akinek ihlete van, megteheti. Az afroamerikai kultúrában, (ahová több mint 3 millió ewét hurcoltak el), bár a spirituális hagyományt, hogy ősökről vagy istenekről nevezzenek el gyermekeket, elnyomták, mind a mai napig megmaradt az általános szokás, hogy napokra, szokatlan körülményeke, a gyermek személyiségere utaló neveket adjanak.
| NAP (Ewe) | NAP       | FÉRFI | NŐ      |
| --------- | --------- | ----- | ------- |
| DZODA     | Hétfő     | Kodjo | Adjoa   |
| BLADA     | Kedd      | Komla | Abla    |
| KUDA      | Szerda    | Koku  | Aku     |
| YODA      | Csütörtök | Yao   | Yaa     |
| FIDA      | Péntek    | Kofi  | Afi     |
| MEMLIDA   | Szombat   | Kwami | Ami     |
| KOSIDA    | Vasárnap  | Kosi  | Akosiwa |

| FÉRFINÉV | JELENTÉS                    | NŐI NÉV   | JELENTÉS                     |
| -------- | --------------------------- | --------- | ---------------------------- |
| Afreya   | Boldog időszakban született | Agbenyaga | Az élet értékes              |
| Afafa    | A második férj első gyereke | Atsu      | A fiatalabb iker             |
| Kpodo    | Az idősebb iker             | Do        | Első gyerek az ikrek után    |
| Ata      | Iker                        | Doto      | Második gyerek az ikrek után |
| Mawuli   | Van Isten                   | Mawusi    | Isten kezében                |
| Namyamka | Isten ajándéka              | Mawuena   | Isten ajándéka               |
| Edem     | Isten kiválasztott          | Edem      | Isten kiválasztott           |
|          |                             | Enyonam   | Jó nekem                     |
|          |                             | Lamusi    | Arccal lefelé született      |

## Ewe vallás

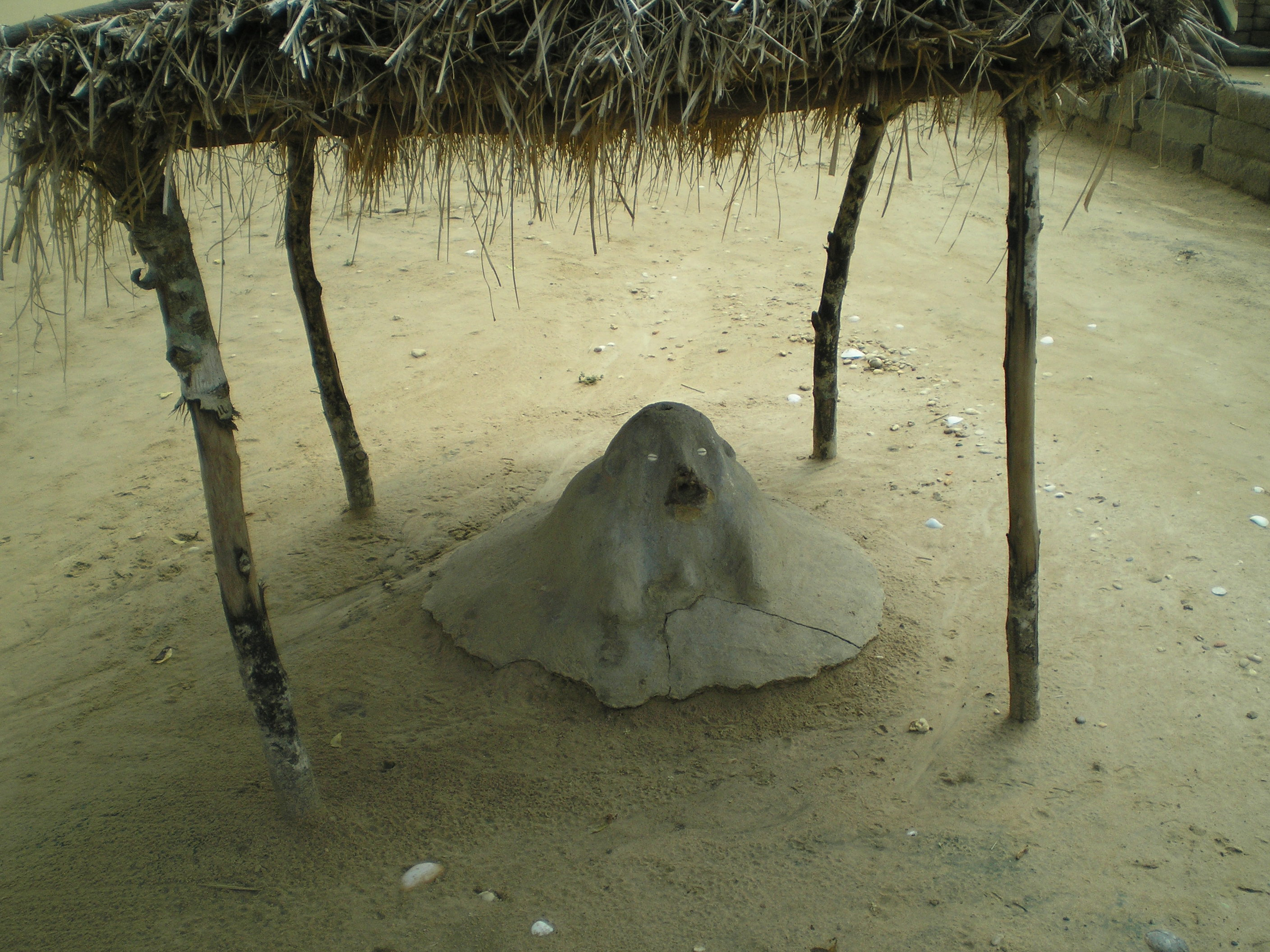
Alegba: rituális tárgy, ember készítette földhalom, amin gyakran kauri kagyló jelöli a szemeket. Az Alegba a hagyományos vallás szentélyeinek és otthonoknak az őre. Gyakran találhatók a házak előtt az ewe falvakban.

Az ewe vallás a teremtőistenek, Mawu és Lisa, és több mint 600 kisebb isten köré szerveződik. Mawu az istennő, Lisa a férfi isten, ők a legfelsőbb lények, akik távol állnak a mindennapi élettől. Mivel a teremtő istenek lénye ködös és láthatatlan, közvetítőkön keresztül imádkoznak hozzá. Ezek a közvetítők a fétispapok és -papnők. Az ewék hisznek az ősök szellemének létezésében és ezért imádkoznak hozzájuk. Az ima italáldozat bemutatásából és az elődökhöz való fohászból áll. Általában csak a törzsfőnök mutathat be italáldozatot, de néha pl. egy falugyűlés (durbar) esetén egy nyelvész tölti be ezt a szerepet. Három alkalommal öntik az italt a földre: egyszer az ősöknek, egyszer az életnek és egyszer önmaguknak.
Mawu olyan hatalmas, hogy biztonságosabb a kisebb istenek közbenjárását kérni. Az ő imádatuk áthatja a mindennapi életet. A közbenjárásukat kérik a mindennapi tevékenységhez.
A hit, hogy az ősök lelkének természetfölötti ereje képes segíteni vagy ártani az utódoknak, megerősíti a szociális viselkedési mintákat és az szolidaritás érzését a kiterjedt család tagjai között. Italáldozat bemutatása tovább erősíti a kapcsolatot az élők és holtak között.
Különböző szintű rituálékért felelős személyek vannak mágia, boszorkányság, gyógyítás, jóslás és igazszólás területén.
Mára nagyon sok ewe kereszténnyé vált.

## Ewe zene

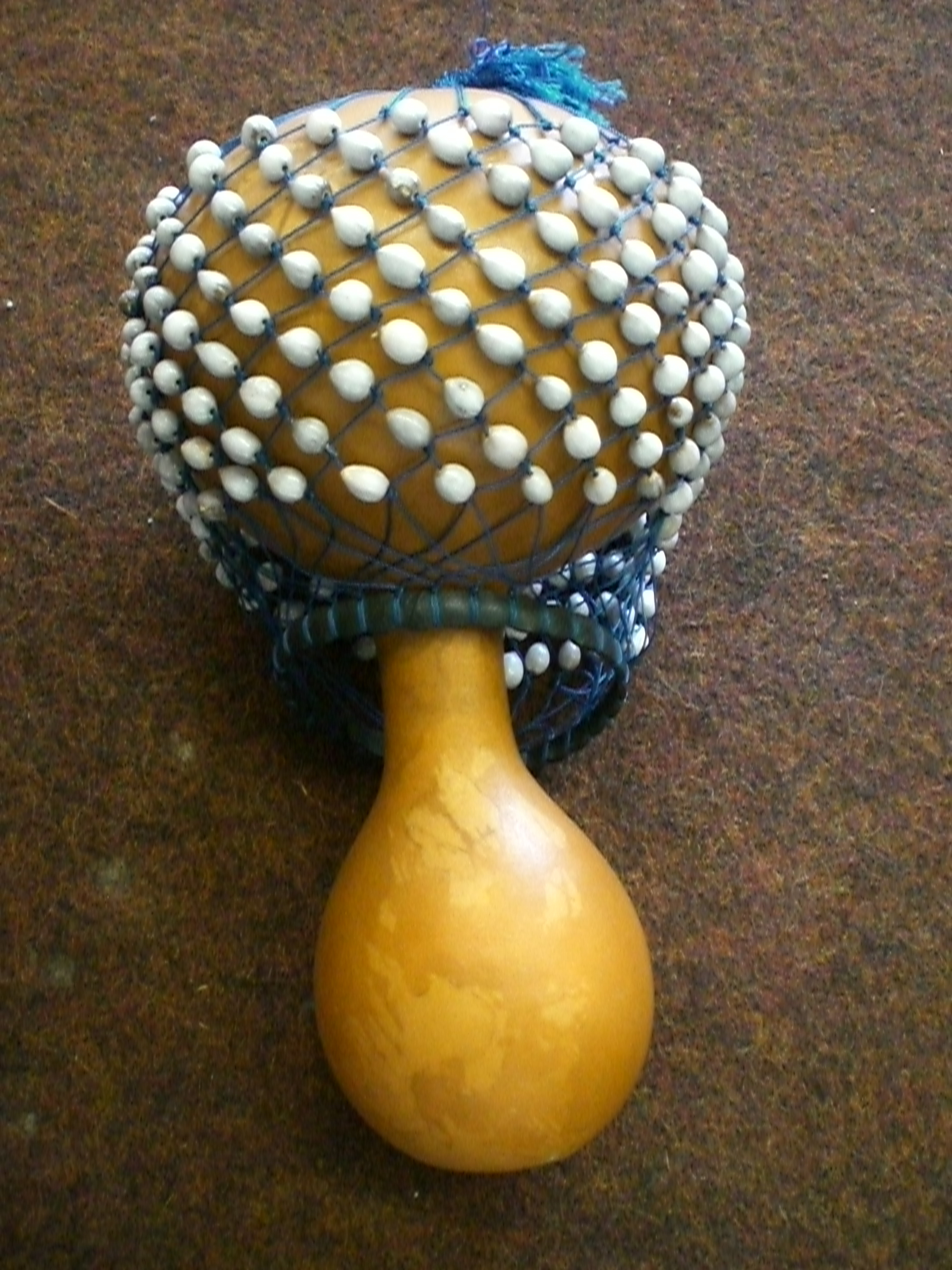
Csörgő dob – axatse (ejtsd ahacse)

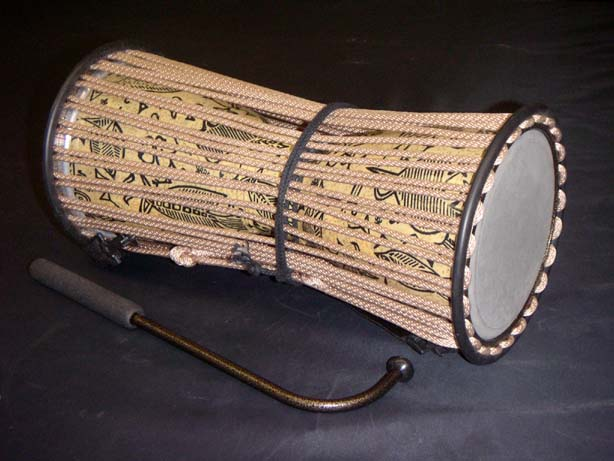
Húros dob – adodo

A csoportos dobolás egész Nyugat-Afrikában elterjedt. A dobcsoportok szórakoztatáskor, szertartásokon, esküvőkön, temetéseken, partikon és vallási összejöveteleken lépnek fel. Az ewék összetett kultúrát építettek a dobolás köré. Hitük szerint egy jó dobos valamelyik ősétől örökölte tehetségét, aki szintén jó dobos volt. A zene és a tánc a társadalmi együttérzés alapköve.
A dobcsoport különböző méretű és fajtájú dobokból, valamit csörgőből és gongból áll. A dobcsoportokat egy mesterdobos vezeti. Ő jelzi, mikor váltsanak át másfajta ritmusra, váltsanak sebességet vagy fejezzék be a darabot. A dobok a dobcsoporton belül gyakran játszanak „kérdés-felelet” játékot a mesterdobossal.
Az ewe dobok általában hordószerűek, fa dongákból és fém gyűrűkből, vagy egy farönkből készülnek. Fa dobverőkkel és kézzel szólaltatják meg, és sokszor a családon belüli szerepeknek megfelelően osztják szét őket. A „gyermek” vagy a „kisöcs” dob, a kagan általában az alapritmust játssza ismétlődve, amely teljes összhangban van a gonggal és a csörgővel. Az „anya” dob, a kidi általában aktívabb szerepet tölt be, zenei válaszokat ad a nagyobb sogónak, az „apa” dobnak. Az egész zenei együttlétet az atsimevu, a „nagyapa” dob vezeti, amely a legnagyobb az összes közül.
Szöveges dalok túlnyomórészt a déli területeken honosak. Az északi vidéken gyakrabban veszik át az énekes szerepét a fuvolák és a dobok.

## Ewe tánc
A tánc és a dobolás szerves része a közösségi életnek és fontos kelléke a közös sors követésének szükségességében, talán a közösen átélt tapasztalatok lényege. Mindenki részt vesz benne. Aki nem vesz részt, az kizárja magát a társadalomból. A legsúlyosabb büntetés, amit az ilyen emberek kapnak, hogy nem részesülhetnek megfelelő temetési rituáléban. Az anlo-ewéknek nagyon fontos, hogy szabályszerű temetési rituáléban részesüljenek. Az azonban, hogy az egyén mennyire vesz részt a táncban és a dobolásban, változó, kifejezi a résztvevők fontosságát és hierarchiáját. A hierarchia csúcsán a törzsfőnök és az öregek vannak, akik a közösség vezetői.
Az ewéknek bonyolult táncgyűjteményük van, amely a földrajzi régióknak és egyéb tényezőknek köszönhetően változik. Az egyik ilyen tánc az adevu (ade: vadászat, vu: tánc). Ez egy professzionális tánc, amely a vadászt ünnepli. A tánc egyrészt segíti az állatok könnyebb elejtését, másrészt egy „temetési” ceremónia az állat részére, hogy lelke békében nyugodjon, és így ne térjen vissza a földre kísérteni a vadászt. Egy másik tánc, az agbadza (ejtsd:'agbadzsa'), egy tradicionális harci tánc, amely manapság már társadalmi eseményeken jelenik meg, mint a béke tánca. A harci táncok sokszor a katonai kiképzés részét képezték, ahol a dob pergése irányította a katonákat útjukon előre, jobbra, balra stb. Ezek a táncok segítettek a harcosoknak felkészülni egy csata előtt, valamint hazaérkeztükkor ezekkel a tánclépésekkel vázolták fel a csata eseményeit.
Az atsiagbekor (ejtsd: 'ácsiágbekor') egy kortárs változata az ewe harci táncnak, az atamgának (ga: nagy, atama: eskü), amely a harcosok nagy esküje csatába indulás előtt. Nemcsak a leendő csatában alkalmazott taktikát mutatta meg, de fel is pezsdítette a katonákat. Manapság az atsiagbekor tánc szórakoztatásként társadalmi és kulturális eseményeken jelenik meg.
Az atsia tánc – amelyet főleg nők adnak elő – stílusos mozdulatok sora, amelyet a vezető dob ritmusa diktál. Minden mozdulatnak meg van a maga előírt ritmikai mintája, ami szinkronizálva van a vezető dob ritmusaival. „Atsia” az ewe nyelvben stílust, vagy megjelenést jelent.
Az ewe nyelvet beszélő emberek az Észak- és Közép-Volta régióban előnyben részesítik a borborbor táncot. A borborbor (eredetileg akpese) vélhetően a Kpando területről származik, és az egykoron ott élő Francis Kojo Nuadro nevéhez fűződik. Állítólag ő leszerelt rendőr volt, aki visszatért Kpandóba, és létrehozott egy csoportot az 1940-es évek második felében. Ennek a táncnak a gyökereit lehet felfedezni a mai híres „high life” ghánai és egyéb nyugat-afrikai zenékben. A borborbor tánc, és annak újdonságai a nemzeti öntudatba az 1950-1960-as években kerültek be, amikor politikai gyűléseken lehetett látni. Leggyakrabban temetéseken és egyéb társadalmi eseményeken táncolják. Ez egy nagy teret igénylő táncfajta. Általában férfiak énekelnek és táncolnak középen, akiket táncoló nők gyűrűje vesz körül. „Lassú” és „gyors” borborbor tánc létezik; a gyors borborbor valószínűleg a Kpando területről származik, míg a lassú változata Hohoe-ból. A lassú borborbor neve akpese, a gyors változat továbbra is az eredeti borborbor névre hallgat.
A gabada tánc eredetileg fétis volt, nem pedig társasági tánc. Eredendően egy olyan rituálé részét képezte, ahol a férfiak megpróbálták elcsábítani a nőket. Miután a fétis működött, a táncot abbahagyták.
Az agahu mind tánc, mind pedig egy világi zenei egyesület (klub) neve az ewék között, Ghánában, Togóban és Beninben. Ilyen klubok pl. Gadzok, Takada és Atsiagbeko. Mindegyik klubnak megvan a sajátos dobolása és tánca, mint ahogyan a sajátságos dalai is. A híres nyugat-afrikai társasági tánc a Benin területén található Ketonu városából származik. Onnan egészen a nigériai Badagry területéig terjedt, ahol a letelepült ewe halászok hallották, adaptálták és végül Ghánába juttatták a táncot és zenét. Agahu táncolásakor az emberek két kört képeznek; a férfiak eltartott karokkal, hajlított térdekkel mozdulatlanul állnak, hogy a nők a térdükre tudjanak ülni. Addig haladnak körbe, míg az eredeti partnerükhöz vissza nem jutnak.
A gota esetén a misztikus benini lopótök dobot használják. Eredetileg a „halottak dobjának” hívták, és csak temetéseken játszottak rajta. Most már társasági szórakoztatásnál is használják. A legizgalmasabb részei a gotának a tökéletes összhangban lévő dobosok és táncosok megállásai.
A tro-u egy ősi dob, amelyet arra használtak, hogy az ősöket különleges szent helyeken rendezett eseményekre hívják meg. Vallási eredetének köszönhetően egy fétispap mindig részt vett az eseményen. Lassú és gyors ritmusok váltakoznak azért, hogy a fétispap kommunikálni tudjon a spirituális világgal. Az északi területeken csónak formájú harangot, míg a déli területeken inkább kettős harangot (gongot) használnak. A három harangnak külön hangmagasságúnak kell lennie.
A sowu az a színpadra adaptált dobolási forma a hét közül, ami a yewe kultúrához kapcsolódik. Yewe a mennydörgés és a villám istene az ewék szerint. A yewe egy egyedülálló kultusz, amelyhez az egyik legfejlettebb szent zene kapcsolódik Eweföldön.